# Glättetechnik
Glättetechnik nennt man eine Art der Oberflächenschicht-Gestaltungen mit Putzen oder Spachtelmassen. Eingesetzt wird die historische Technik vorwiegend von Stuckateuren und Malern, wenn eine sehr glatte Wand- oder Deckenoberfläche erreicht werden soll.
Bis zur Entwicklung von Kunstharz-Dispersions-Spachtelmassen in der Nachkriegszeit wurde die Glättetechnik weitgehend als Kalkpresstechnik ausgeführt.

## Technologie
Glättputze finden sich in mehrerlei Ausformung:
- zum einen für Außen- und Rohputze, wo die geglättete, und damit gehärtete Oberfläche die Dauerhaftigkeit des Putzes erhöht
- als Methode der Strukturierung der Oberfläche, die ein gleichmäßiges und doch belebtes Bild ergibt
- als Methode zum Erzeugen ebener, glänzender Oberflächen, in eigenständiger Wirkung oder als Malgrund

Geglättet wird der Putz angezogen (also nicht frisch angeworfen, sondern schon etwas abgebunden), aber noch plastisch, ohne unter Druck das Anmachwasser abzugeben oder sich vom Untergrund abzulösen. Der Zeitpunkt ist wichtig, zu frühes Überglätten zieht Streifen, zu spätes bildet „Nester“ (unglättbare Stellen). Nachnässen und Einnetzen von Wasser soll vermieden werden.
Verwendet werden spezielle Maurerkellen, -spachteln und Traufeln, die gegenüber dem Standardwerkzeug elastischer sind (Glättkelle, Metalltraufel, Stuckspachtel und Ähnliches).
Durch den Oberflächendruck verbinden sich Bindemittel und Zuschlag inniger, Hohlräume werden zugedrückt, und es sortiert sich das Gefüge des Putzes, die Gesteinskörnung verzahnt sich besser, und das grobere Korn wird in die Tiefe gearbeitet, während sich die feinsten Teile an der Oberfläche sammeln. Damit bleibt die Putzschicht in der Tiefe elastisch, im Randbereich härter, und an der Oberfläche glatt. Außerdem werden mit Glättechniken auch Schwundrisse unterbunden (feine Haarrisse im Ablauf des Abbindens können auch nachgedrückt werden). So können Spachtelmassen-ähnliche Feinstputze in größeren Schichtdicken verarbeitet werden, ohne zu reißen. Es ist sogar möglich, auf den noch frischen Grobputz direkt die Feinputzschicht einzuglätten, und so eine hochglatte Wand in einer Schicht aufzubauen, etwa für Malgründe der Fresko-Technik.
Für einen homogenen Glättputz ist ein umsichtiger Arbeitsablauf erforderlich, und spezielle Absetz- und Zustoßtechniken zu Altputzen, an Gerüstlagen und gegen Mauerwerkselemente, sodass sich an Glättputzen ähnliche Tagwerke (Giornaten) wie in Fresken finden, oder aber personalintensiv mit mehreren Putzern gearbeitet wird, die Hand in Hand anschließen.
Zusätze von Zementen, Gipsen, aber auch Dispersions- oder Acrylbindern sind für die Glätttechniken in Kalk möglich, sie sind aber auch im Lehmputz wie auch im Gipsstuck, und sogar Freiform-Beton anwendbar.
Die für Innenputze verbreitetste Methode ist die Kalk-Glättetechnik, welche mit feinem Sumpfkalk und einem geringen Anteil Marmormehl gefertigt werden.

## Geschichtliche Entwicklung und Spezialformen
Verwendet wurde diese Technik bereits in der Antike, und Glättputze gehören zu den ältesten erhaltenen Putzen, im Besonderen etwa mittelalterliche Außenputze. Glättputze finden sich in der Repräsentationsarchitektur ebenso wie im bäuerlichen Bauen oder anderer Zweckarchitektur.
Es galt als höchste technische Vollkommenheit bei der Wandgestaltung, wenn die Oberfläche glänzend und zusätzlich strukturiert war. Eine der noch heute gebräuchlichsten Verarbeitungsformen ist die in Südeuropa verbreitete venezianische Spachteltechnik Spatolato Veneziano und Stucco Veneziano. Um diese Struktureffekte zu erreichen, wird eingefärbtes Spachtelmaterial in mehreren Schichten aufgetragen, bis die typische und gewünschte Oberflächenstruktur erreicht ist. Durch gleichmäßiges Verdichten und Polieren der Materialien entsteht eine optische Wirkung, welche eine höhere Transparenz mit Glanz und Lichtreflexionen erreichen lässt, und bewirken soll, dass Räume offener und größer wirken.
Glättetechniken finden sich auch in der Marmorimitation, etwa bei Kunstmarmor (Scagliola) und Stuckmarmor (Stucco lustro), wie auch bei der freiformenden Stuck-Arbeit, für glänzende Lichter, Inkarnat und andere Effekte.
Durch die Einführung der Kunstharz-Dispersions-Spachtelmassen in den 1950er Jahren erlangte die Glättetechnik vorübergehend eine Wiederbelebung. Da diese Technik jedoch mit einem hohen Arbeits- und Zeitaufwand verbunden ist, wurde sie durch Materialien verdrängt, welche einen geringeren Arbeitsaufwand benötigten.
Der Kirchenmaler Johannes Klinger hat im Auftrag eines Farben- und Lackherstellers neue Methoden entwickelt, bei denen wirkungsvolle Flächengestaltungen mit nicht allzu großem Zeitaufwand kombiniert werden konnten.
Die häufigste Anwendung der Glättetechnik erfolgt in der Gegenwart durch die Verarbeitung von natürlichem Material, welches aus einem Gemisch von Kalkstein- und Marmorsplittern- bz. mehl. Sie wird in der modernen Architektur vor allem dort eingesetzt, wo außerordentlich ästhetische Aspekte gewünscht werden. Diese auf Basis von Calciumhydroxid verwendeten Techniken wirken zudem schimmel- und bakterienhemmend und regulieren die Raumfeuchtigkeit. Die nach dem zusätzlichen Abschleifen erreichte Oberfläche ähnelt optisch und beim Berühren dem Marmor und wird daher auch Marmorputz genannt.
Mit Hilfe der heute üblichen automatischen Mischsysteme entfällt unter anderem der langwierige Prozess des traditionellen aber zeitaufwändigen Farbmischungen. Die durch Klinger entwickelte Anwendungsmethodik veränderte die Reihenfolge der eingesetzten Arbeitsgeräte und vereinfachte dadurch die Arbeitsweise. Unter anderem hat die künstlerische Technik des Malers Max Ernst, die Decalcomanie übernommen und in die Glättetechnik eingeführt. Hierbei wird Papier mit einer Farbe bestrichen und auf eine Oberfläche gepresst. Auf diese Weise entstehen Abdrücke mit verschiedenen Strukturen. Klingers daraus entwickelte Abklatschtechnik ist daher sehr vielseitig und auf großen und kleinen Oberflächen gleichermaßen verwendbar.

## Übersicht über Anwendungsmethoden
- Spatolato Veneziano, eine traditionelle Glättetechnik
- Stucco Veneziano, eine traditionelle Glättetechnik
- Frattazatto, sehr gleichmäßige, leicht raue Putzschicht, da die Oberflächen noch im feuchten Zustand mit einem Schwammbrett verrieben wurde
- Stucco lustro (auch Marmorino), besteht aus Kalkputz mit Luftkalk und weißen oder farbigen Marmorsanden und Pigmenten
- Abklatschmethode, eine moderne Glättetechnik entwickelt von Johannes Klinger
- Sprenkelmethode, eine moderne Glättetechnik entwickelt von Johannes Klinger